# Porvoonjoki
Le fleuve de Porvoo (finnois : Porvoonjoki) est un cours d'eau en Päijät-Häme et Uusimaa en Finlande,.

## Description

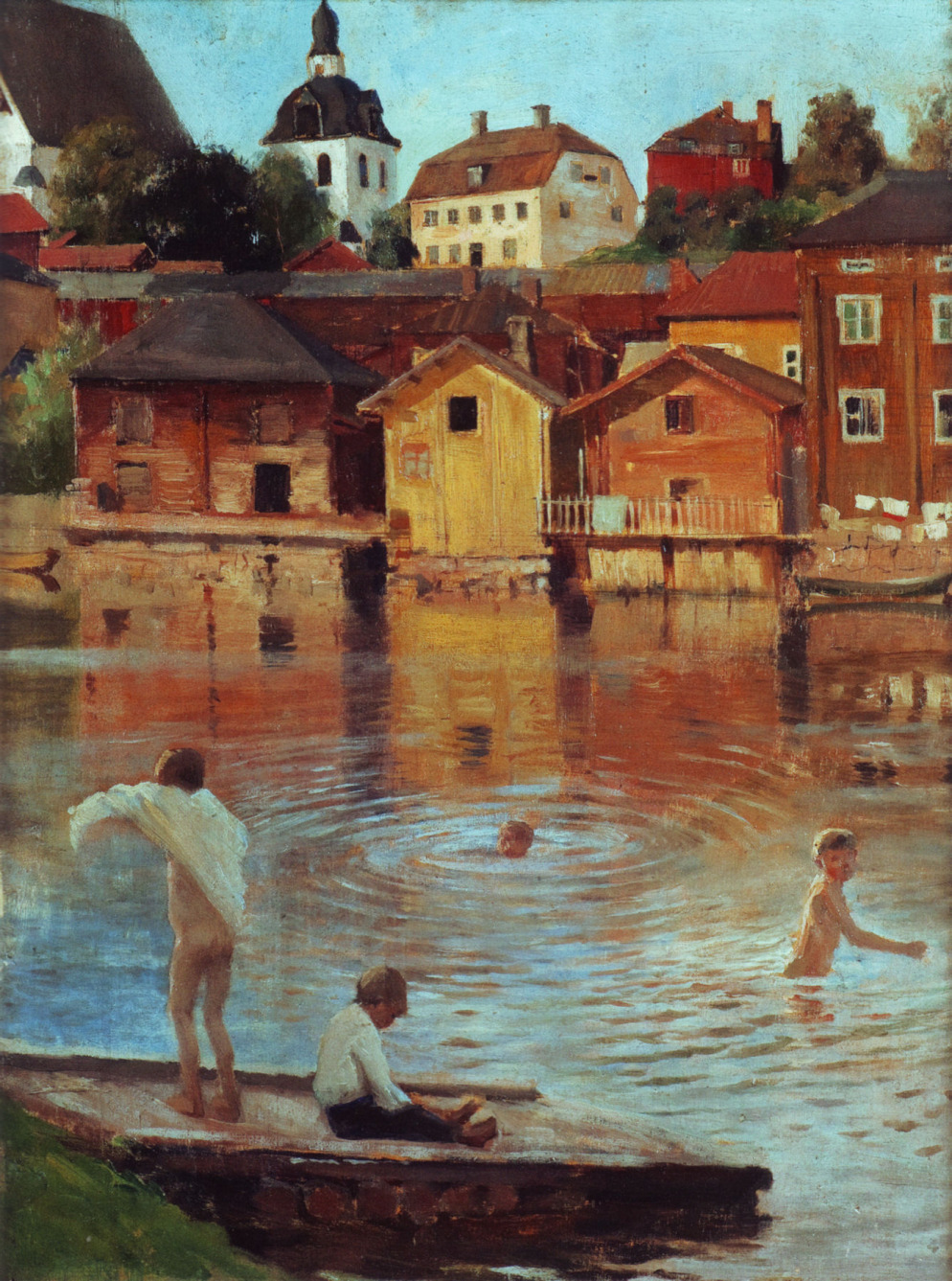
Garçons se baignant dans le Porvoonjoki peint par Albert Edelfelt.

Le fleuve Porvoonjoki prend ses sources sur les pentes méridionales du Salpausselkä à Kärkölä, Hollola et Lahti.
Le fleuve traverse Orimattila, Pukkila, Askola puis Porvoo dans le golfe de Finlande.
Le paysage agricole de Porvoonjoki, avec ses anciens villages et manoirs et l'ancien Porvoo fait partie des paysages nationaux de Finlande.
La vallée du Porvoonjoki est aussi classée paysage précieux à l'échelle nationale.